# Serixiophytoecia vitticollis
Serixiophytoecia vitticollis là một loài bọ cánh cứng trong họ Cerambycidae.